# André Gomes
André Filipe Tavares Gomes, född 30 juli 1993, är en portugisisk fotbollsspelare som spelar för Lille.

## Klubbkarriär
Under säsongen 2013/2014 var Gomes med och vann trippeln med Benfica. Under sommaren 2014 värvades han av Valencia. Två år senare värvades han till FC Barcelona.
Den 9 augusti 2018 bekräftade FC Barcelona att Gomes hade lånades ut till Everton på ett låneavtal över säsongen 2018/2019. Den 25 juni 2019 skrev han på ett femårskontrakt med Everton. Den 1 september 2022 lånades Gomes ut till Lille på ett låneavtal över säsongen 2022/2023.
Den 6 september 2024 skrev Gomes på ett tvåårskontrakt med Lille.

## Landslagskarriär
Gomes debuterade för Portugals landslag den 7 september 2014 i en förlustmatch mot Albanien (0–1). Han spelade i EM 2016 där Portugal tog sitt allra första EM-Guld.

## Meriter

### FC Barcelona
- La Liga: 2017/2018
- Spanska cupen: 2016/2017, 2017/2018
- Spanska supercupen: 2016

### Portugal
- EM-Guld 2016